# Reinhold Lingner
Reinhold Julius Paul Lingner (* 27. Juni 1902 in Charlottenburg; † 1. Januar 1968 in Berlin) war einer der führenden Landschafts- und Gartenarchitekten der DDR.

## Leben
Der Architektensohn Lingner begann nach einer Gärtnerlehre von 1919 bis 1921 in den Baumschulen der Firma Ludwig Späth und anschließenden Wanderjahren ein Architekturstudium an der Technischen Hochschule Stuttgart. 1925 bis 1927 studierte er Gartenarchitektur an der Höheren Gärtnerlehranstalt in Berlin-Dahlem. 1932 erwarb er den akademischen Grad eines Diplom-Gartenbauinspektors.
Von 1927 bis 1933 war Lingner Gartenarchitekt des Volksbunds Deutsche Kriegsgräberfürsorge e. V., er gestaltete Soldatenfriedhöfe in Belgien, Frankreich und Rumänien. Wegen seiner Ehe mit der Kommunistin und Künstlerin Alice Lingner wurde er 1933 aus dem öffentlichen Dienst entfernt.
1934 folgte er einer Berufung an die Academie Européenne Mediterranée in Cavalière (Südfrankreich). Nach Arbeitsaufenthalten in Belgien und den Niederlanden kehrte er 1936 nach Deutschland zurück. Vorrangig beschäftigte er sich hier mit der Gestaltung von Privatgärten, angestellt u. a. bei dem Gartenarchitekten Paul Roehse in Gütersloh (1937 bis 1942) und freischaffend ab 1942 in Eichenbrück im Wartheland. 1944 und 1945 wurde er bei der Organisation Todt zur Durchführung militärischer Tarnpflanzungen zwangsverpflichtet.
1945 entwickelte Lingner als Leiter des Berliner Hauptamtes für Grünplanung – unter Hans Scharoun als Stadtbaurat – die Pläne für die landschaftsgerechte Ablagerung und Begrünung der großstädtischen Trümmermassen. Ab 1947 war er leitend am Institut für Bauwesen der Deutschen Akademie der Wissenschaften, ab 1951 der Deutschen Bauakademie tätig. Von 1950 bis 1952 arbeitete er federführend an der Landschaftsdiagnose der DDR mit. 1961 wurde er als Professor für Gartengestaltung an die Humboldt-Universität zu Berlin berufen und trat damit die Nachfolge von Georg Pniower an. In seiner Antrittsrede schrieb er, dass Pniower ein Erbe hinterlassen habe, „mit dem man ziemlich aufräumen muss.“ Lingner und Pniower waren die beiden maßgeblichen Personen in der Landschaftsarchitektur der DDR und standen sich distanziert gegenüber. Ihre unterschiedlichen Auffassungen von Landschaftsarchitektur lassen sich in der sogenannten „Tiergartendebatte“, bei der es um den Wiederaufbau des Großen Tiergartens in Berlin ging, festmachen.

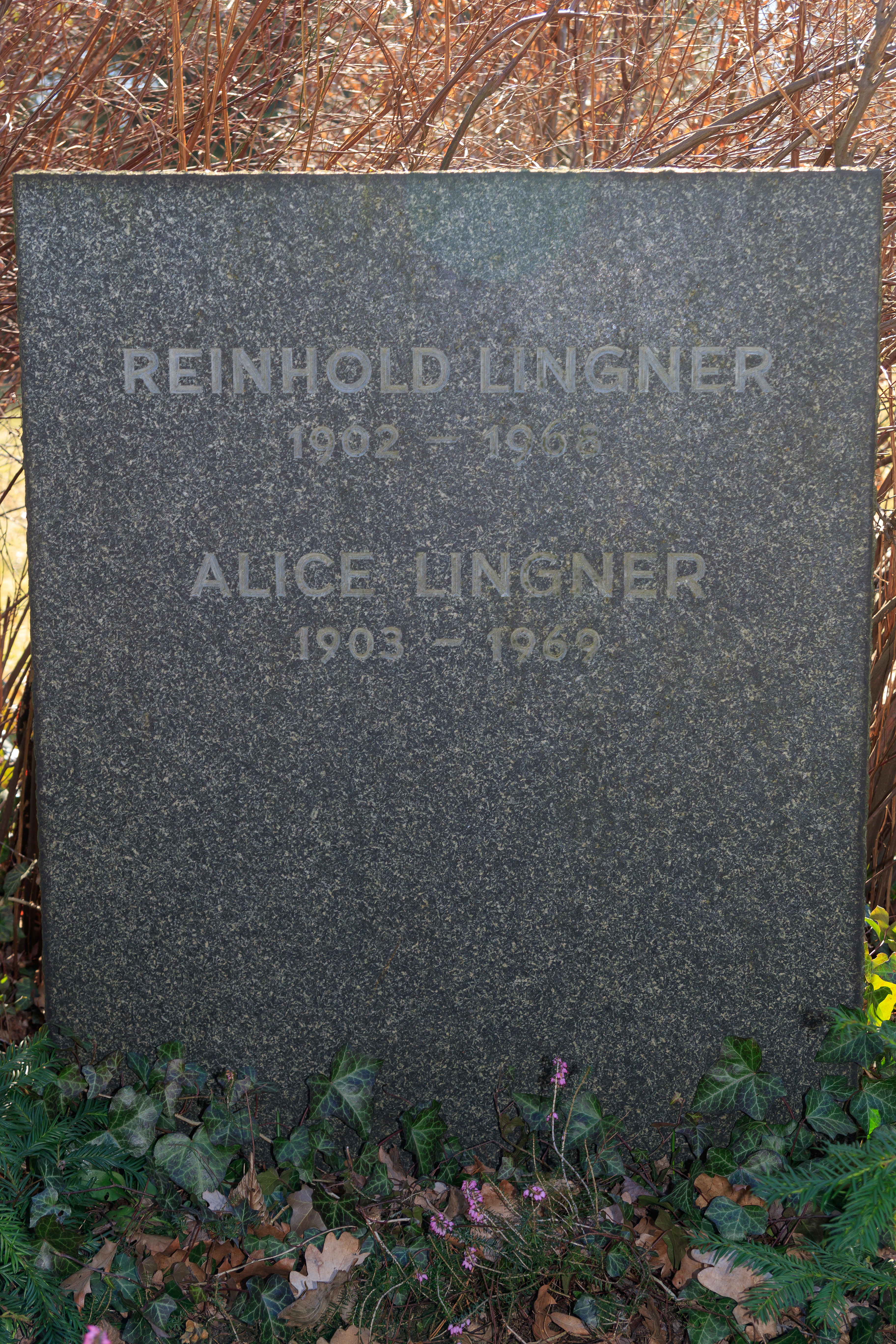
Ehrengrab von Reinhold Lingner auf dem Zentralfriedhof Friedrichsfelde

Lingner wurde in der Reihe der Künstlergräber des Zentralfriedhofs Friedrichsfelde beigesetzt. Auf Beschluss des Berliner Senats ist seine letzte Ruhestätte (Grablage: an 9. U.-16) seit 1997 als Ehrengrab des Landes Berlin gewidmet. Die Widmung wurde im Jahr 2021 um die übliche Frist von zwanzig Jahren verlängert.

## Werk
Das Werk Reinhold Lingners umfasst eine große Breite: Von der großflächigen Landschaftsplanung bis zur Gestaltung von Hausgärten, von – teils nicht realisierten – Ideen und Entwürfen über Konsultationen bis zur Projektleitung. So leitete er die Grünraumgestaltung folgender Projekte oder war daran beteiligt:
- Konzeption für die Neugestaltung Berlins (Scharouns Kollektivplan)
- Gedenkstätte Plötzensee, Berlin
- Mahn- und Gedenkstätte Buchenwald, Weimar
- Mahn- und Gedenkstätte Sachsenhausen, Oranienburg
- Gedenkstätte der Sozialisten, Zentralfriedhof Friedrichsfelde, Berlin
- Volkspark Friedrichshain, Berlin
- Schlosspark Schloss Schönhausen, Amtssitz des Staatspräsidenten der DDR, Berlin
- iga-Park, Internationale Gartenbauausstellung Erfurt
- Pionierrepublik Wilhelm Pieck, Altenhof / Werbellinsee
- Pionierpark Ernst Thälmann im Volkspark Wuhlheide, Berlin
- Stadion der Weltjugend, Berlin
- Grünflächen Karl-Marx-Allee / Strausberger Platz, Berlin
- Kollwitzplatz, Berlin
- Hausgarten Otto Grotewohl, Berlin
- Hausgarten Max Lingner
- Gelände des damaligen Sommersitzes von Wilhelm Pieck, heute Hotel Waldhaus Prieros